# Кланецо (Бергамо)
Кланецо је насеље у Италији у округу Бергамо, региону Ломбардија.
Према процени из 2011. у насељу је живело 379 становника. Насеље се налази на надморској висини од 319 м.